# Torreadrada
Torreadrada is een gemeente in de Spaanse provincie Segovia in de regio Castilië en León met een oppervlakte van 32,86 km². Torreadrada telt 65 inwoners (1 januari 2016).

## Demografische ontwikkeling
Bron: INE, 1857-2011: volkstellingen